# Internationell molnatlas
Internationell molnatlas är ett referensverk för moln utgiven av World Meteorological Organization (WMO). Atlasen innehåller definition av olika typer av moln samt metoder för observation av moln.
Den första versionen av atlasen gavs ut redan 1896 med Hugo Hildebrand Hildebrandsson, Albert Riggenbach och Léon Teisserenc de Bort som redaktörer. Den gavs ut på engelska, tyska och franska.
1956 gav WMO ut en ny version av atlasen, dels en fullständig, mycket omfattande, version och dels en förkortad atlas för den stora mängden väderobservatörer. En svensk översättning av den kortare atlasen gavs ut 1961 och i ny upplaga 1970. En tredje svensk version av den förkortade varianten med smärre definitionsskillnader gavs ut 1975.
Den senaste engelska versionen är den sjunde och gavs ut 1995 i två band. De senaste utgåvorna på franska och spanska är från 1993.